# MonoDevelop
MonoDevelop è un ambiente di sviluppo (IDE) open source realizzato principalmente per C# e altri linguaggi .NET.

## Descrizione
Originariamente era un "porting" di SharpDevelop (IDE open source per Microsoft Windows) su GTK#, ma successivamente si è sviluppato indipendentemente.
Tra le varie caratteristiche di MonoDevelop, il supporto allo sviluppo multipiattaforma (Linux, Windows e macOS), l'ambiente di lavoro configurabile, il supporto a vari linguaggi (C#, Visual Basic, C/C++ e altri), debugger e IDE integrati e personalizzabili e il designer grafico per GTK+.
MonoDevelop, nella sua versione open source, è attualmente EOL a causa dell'acquisizione di Microsoft di esso e il rebrand in Visual Studio For Mac che è closed-source.
Attualmente esiste una fork chiamata dotDevelop, scarsamente sviluppata.